# Football Club Lumezzane 2025-2026
Questa voce raccoglie le informazioni riguardanti il Football Club Lumezzane nelle competizioni ufficiali della stagione 2025-2026.

## Stagione
Il Lumezzane disputa la 21ª stagione in terza serie della propria storia, la terza consecutiva. Massimo Paci viene confermato alla guida tecnica della squadra, firmando un contratto che lo lega al Lumezzane fino al 30 giugno 2026. La stagione inizia con l'eliminazione dalla Coppa Italia Serie C per mano dell'Inter U23 al primo turno eliminatorio.

## Divise e sponsor
Lo sponsor tecnico per la stagione 2025-2026 è Acerbis, mentre il main sponsor è Camozzi Automation.
| Casa | Trasferta | Terza divisa |

## Organigramma societario
Aggiornato all'8 luglio 2025
Area direttiva
- Presidente: Andrea Caracciolo
- Presidente emerito: Vincenzo Picchi
- Consiglieri di amministrazione: Mansueto Bonomi, Lodovico Camozzi, Andrea Ettori, Marco Ghidini, Gianleone Gnali, Giuliano Gnutti, Aristide Guarneri, Diego Lo Monaco, Davide Peli
- Segretario generale: Luigi Larizza
- Team manager: Stefano Franchi
- Direttore sportivo: Simone Pesce

Area tecnica
- Allenatore: Massimo Paci
- Allenatore in seconda: Roberto Guana
- Allenatore dei portieri: Alberto Pomini
- Collaboratore: Mauro Balestrini
- Responsabile area tecnica: Leonardo Mantovani

Area sanitaria
- Responsabile medico: Achille Lazzaroni
- Medico sociale: Giorgio Zanacchi
- Fisioterapisti: Italo Mini, Stefano Dalvai, Roberto Rossini
- Responsabile recupero infortunati: Demis Racagni

## Rosa
- Aggiornata al 20 agosto 2025[6]

| N. |                    | Ruolo | Calciatore          |
| -- | ------------------ | ----- | ------------------- |
| 1  | Italia (bandiera)  | P     | Stefano Filigheddu  |
| 2  | Italia (bandiera)  | D     | Jacopo Deratti      |
| 4  | Italia (bandiera)  | C     | Fabrizio Paghera    |
| 5  | Italia (bandiera)  | C     | Samuele D'Agostino  |
| 6  | Italia (bandiera)  | D     | Cesare Pogliano     |
| 7  | Italia (bandiera)  | A     | Matteo Ferro        |
| 8  | Italia (bandiera)  | A     | Mirko Lipari        |
| 10 | Italia (bandiera)  | A     | Manuele Malotti     |
| 11 | Italia (bandiera)  | A     | Alessandro Ghillani |
| 12 | Italia (bandiera)  | P     | Lorenzo Battagliola |
| 15 | Senegal (bandiera) | D     | Maissa Ndiaye       |
| 17 | Italia (bandiera)  | D     | Davide De Marino    |
| 19 | Italia (bandiera)  | C     | Mattia Rolando      |
| 20 | Italia (bandiera)  | A     | Luigi Caccavo       |

| N. |                   | Ruolo | Calciatore             |
| -- | ----------------- | ----- | ---------------------- |
| 21 | Italia (bandiera) | A     | Mattia Iori            |
| 22 | Italia (bandiera) | P     | Francesco Bonardi      |
| 23 | Italia (bandiera) | C     | Marco Moscati          |
| 25 | Italia (bandiera) | D     | Marco Pagliari         |
| 27 | Italia (bandiera) | C     | Gesualdo Napolitano    |
| 28 | Italia (bandiera) | C     | Matteo Scanzi          |
| 29 | Italia (bandiera) | D     | Francesco Gallea Beidi |
| 37 | Italia (bandiera) | C     | Edoardo Ferretti       |
| 39 | Italia (bandiera) | C     | Alessandro Serpa       |
| 45 | Italia (bandiera) | A     | Gaetano Monachello     |
| 76 | Italia (bandiera) | C     | Francesco Simoncelli   |
| 77 | Italia (bandiera) | D     | Samuele Diodato        |
| 95 | Italia (bandiera) | D     | Matteo Motta           |

## Calciomercato

### Sessione estiva (dal 1º/7 al 1º/9)
| Acquisti | Acquisti               | Acquisti      | Acquisti      |
| R.       | Nome                   | da            | Modalità      |
| -------- | ---------------------- | ------------- | ------------- |
| P        | Francesco Bonardi      | Ospitaletto   | definitivo    |
| D        | Francesco Beidi Gallea | Torino        | definitivo    |
| D        | Samuele Diodato        | Empoli        | definitivo    |
| D        | Davide De Marino       | Pro Vercelli  | definitivo    |
| D        | Matteo Motta           | Inter         | prestito      |
| C        | Fabrizio Paghera       | SPAL          | definitivo    |
| C        | Gesualdo Napolitano    | Crotone       | prestito      |
| C        | Mattia Rolando         | Team Altamura | definitivo    |
| A        | Luigi Caccavo          | Ascoli        | definitivo    |
| A        | Alessandro Ghillani    | Modena        | prestito      |
| A        | Mirko Lipari           | Pontedera     | fine prestito |

| Cessioni | Cessioni            | Cessioni       | Cessioni                |
| R.       | Nome                | a              | Modalità                |
| -------- | ------------------- | -------------- | ----------------------- |
| P        | Giacomo Toniolo     | Verona         | fine prestito           |
| P        | Matteo Carnelos     |                | svincolato              |
| D        | Alessandro Dalmazzi | Sambenedettese | definitivo              |
| D        | Tommaso Pittino     | Genoa          | fine prestito           |
| D        | Mario Piga          | Pescara        | fine prestito           |
| D        | Samuele Regazzetti  | Cremonese      | fine prestito           |
| D        | Eros Pisano         |                | svincolato              |
| D        | Emanuele Terranova  |                | svincolato              |
| D        | Kevin Tortelli      | Real Calepina  | definitivo              |
| C        | Anthony Taugourdeau |                | risoluzione consensuale |
| C        | Marco Tremolada     | Renate         | fine prestito           |
| C        | Joshua Tenkorang    | Cremonese      | fine prestito           |
| A        | Enrico Baldini      |                | svincolato              |
| A        | Niccolò Corti       | Pergolettese   | definitivo              |
| A        | Orazio Pannitteri   | Latina         | definitivo              |

## Risultati

### Coppa Italia Serie C
| Arbitro: | Frasynyak (Gallarate) |

|             |           |                        |
| Malotti 41’ | Marcatori | 44’ Żuberek 65’ Kamate |

## Statistiche
- Statistiche aggiornate al 16 agosto 2025

### Statistiche di squadra
| Competizione         | Punti | In casa | In casa | In casa | In casa | In casa | In casa | In trasferta | In trasferta | In trasferta | In trasferta | In trasferta | In trasferta | Totale | Totale | Totale | Totale | Totale | Totale | DR |
| Competizione         | Punti | G       | V       | N       | P       | Gf      | Gs      | G            | V            | N            | P            | Gf           | Gs           | G      | V      | N      | P      | Gf     | Gs     | DR |
| -------------------- | ----- | ------- | ------- | ------- | ------- | ------- | ------- | ------------ | ------------ | ------------ | ------------ | ------------ | ------------ | ------ | ------ | ------ | ------ | ------ | ------ | -- |
| Serie C              | 0     | 0       | 0       | 0       | 0       | 0       | 0       | 0            | 0            | 0            | 0            | 0            | 0            | 0      | 0      | 0      | 0      | 0      | 0      | 0  |
| Coppa Italia Serie C |       | 1       | 0       | 0       | 1       | 1       | 2       | -            | -            | -            | -            | -            | -            | 1      | 0      | 0      | 1      | 1      | 2      | -1 |
| Totale               |       | 1       | 0       | 0       | 1       | 1       | 2       | 0            | 0            | 0            | 0            | 0            | 0            | 1      | 0      | 0      | 1      | 1      | 2      | -1 |

### Andamento in campionato
| Giornata  | 1 | 2 | 3 | 4 | 5 | 6 | 7 | 8 | 9 | 10 | 11 | 12 | 13 | 14 | 15 | 16 | 17 | 18 | 19 | 20 | 21 | 22 | 23 | 24 | 25 | 26 | 27 | 28 | 29 | 30 | 31 | 32 | 33 | 34 | 35 | 36 | 37 | 38 |
| --------- | - | - | - | - | - | - | - | - | - | -- | -- | -- | -- | -- | -- | -- | -- | -- | -- | -- | -- | -- | -- | -- | -- | -- | -- | -- | -- | -- | -- | -- | -- | -- | -- | -- | -- | -- |
| Luogo     | T | C | T | C | C | T | C | T | T | C  | T  | C  | T  | C  | T  | C  | T  | C  | T  | C  | T  | C  | T  | T  | C  | T  | C  | C  | T  | C  | T  | C  | T  | C  | T  | C  | T  | C  |
| Risultato |   |   |   |   |   |   |   |   |   |    |    |    |    |    |    |    |    |    |    |    |    |    |    |    |    |    |    |    |    |    |    |    |    |    |    |    |    |    |
| Posizione |   |   |   |   |   |   |   |   |   |    |    |    |    |    |    |    |    |    |    |    |    |    |    |    |    |    |    |    |    |    |    |    |    |    |    |    |    |    |

Legenda:

Luogo: C = Casa; T = Trasferta. Risultato: V = Vittoria; N = Pareggio; P = Sconfitta.

### Fonti
1. ↑   Stadio, territorio e strutture, su fclumezzane.it. URL consultato il 2 giugno 2025.
2. ↑   Ufficiale - Massimo Paci confermato alla guida del Lumezzane, su fclumezzane.it, 18 giugno 2025. URL consultato il 18 giugno 2025.
3. ↑   Lumezzane fuori dalla Coppa Italia di serie C: l’Inter U23 vince 2-1, su giornaledibrescia.it, 16 agosto 2025. URL consultato il 17 agosto 2025.
4. ↑   Partner e sponsor, su fclumezzane.it. URL consultato il 21 luglio 2025.
5. ↑   Organigramma, su fclumezzane.it. URL consultato l'8 luglio 2025.
6. 1 2   Prima squadra maschile, su fclumezzane.it. URL consultato l'8 luglio 2025.
7. ↑   Ufficiale - Francesco Bonardi è del Lumezzane, su fclumezzane.it, 4 luglio 2025. URL consultato il 4 luglio 2025.
8. ↑   Ufficiale - Beidi Gallea al Lumezzane, su fclumezzane.it, 19 luglio 2025. URL consultato il 19 luglio 2025.
9. ↑   Ufficiale - Samuele Diodato veste rossoblù, su fclumezzane.it, 12 luglio 2025. URL consultato il 3 agosto 2025.
10. ↑   Ufficiale - De Marino è un nuovo rossoblù, su fclumezzane.it, 26 luglio 2025. URL consultato il 28 luglio 2025.
11. ↑   Ufficiale - Matteo Motta al Lumezzane, su fclumezzane.it, 14 agosto 2025. URL consultato il 14 agosto 2025.
12. ↑   Ufficiale - Fabrizio Paghera è del Lumezzane, su fclumezzane.it, 9 luglio 2025. URL consultato il 9 luglio 2025.
13. ↑   Ufficiale - Napolitano è del Lumezzane, su fclumezzane.it, 20 agosto 2025. URL consultato il 20 agosto 2025.
14. ↑   Ufficiale - Mattia Rolando nuovo calciatore del Lumezzane, su fclumezzane.it, 3 agosto 2025. URL consultato il 3 agosto 2025.
15. ↑   Ufficiale - Luigi Caccavo definitivo al Lumezzane, su fclumezzane.it, 17 luglio 2025. URL consultato il 17 luglio 2025.
16. ↑   Ufficiale - Ghillani al Lumezzane, su fclumezzane.it, 11 luglio 2025. URL consultato il 3 agosto 2025.
17. 1 2 3 4 5 6 7 8 9 10   Lumezzane, salutano in dieci: il comunicato del club, su tuttoc.com, 30 giugno 2025. URL consultato il 4 luglio 2025.
18. ↑   Alessandro Dalmazzi è un nuovo giocatore della Sambenedettese., su lanuovariviera.it, 2 agosto 2025. URL consultato il 2 agosto 2025.
19. ↑   Ufficiale - Rescissione del contratto con Taugourdeau, su fclumezzane.it, 22 giugno 2025. URL consultato il 22 giugno 2025.
20. ↑   Niccolò Corti ceduto alla Pergolettese, su fclumezzane.it, 5 luglio 2025. URL consultato il 5 luglio 2025.
21. ↑   Ufficiale - Orazio Paannitteri ceduto a titolo definitivo al Latina, su fclumezzane.it, 23 luglio 2025. URL consultato il 23 luglio 2025.